# Stuart Bonham Carter
Pour les articles homonymes, voir Bonham Carter.
Stuart Sumner Bonham Carter (9 juillet 1889 - 5 septembre 1972) est un officier de la Royal Navy ayant servi durant les deux guerres mondiales.

## Carrière navale
Fils cadet de Lothian Bonham-Carter et d'Emily Maud Sumner, Bonham Carter rejoint la Royal Navy en 1904 et sert pendant la Première Guerre mondiale en commandant le blockship HMS Intrepid lors du raid sur Zeebruges en 1918. Il a également commandé le destroyer HMS Shark dans les dernières phases de la guerre.
Fan de cricket, il joue deux matchs de cricket « première-classe » pour le club de cricket de la Royal Navy en 1925. Il est nommé chef d'état-major du poste de commandant en chef de l'Africa Station (en) en 1928  puis directeur adjoint de l'équipement de la marine en 1932, et enfin chef d'état-major du commandant de la 1re escadre de croiseurs (en) en 1934. Il reçoit le commandement de la caserne de la marine royale à Chatham en 1937 et fut nommé secrétaire de la marine en 1939.
Il sert également pendant la Seconde Guerre mondiale à la tête de la 3e escadre de bataille (en) en 1940 et de la 18e escade de croiseurs en 1942. Il est nommé officier général à Malte en 1942 et est contraint de prendre sa retraite pour des problèmes de santé en 1943, bien qu'il ait été rappelé en 1944 pour diriger des convois navals.

## Famille
En 1933, il épouse Eve Lloyd avec qui il a un enfant, Joanna. Il est lointainement lié à l'actrice Helena Bonham Carter.